# 政治暴力
政治暴力是指一國的人民或政府为了实现其政治目标而实施的暴力，例如一个国家对其他国家發動战争，或是警察暴力以及种族灭绝，叛乱、骚乱、叛国或政變也視為政治暴力。政府方面的不作为也可被定性为一种政治暴力形式，如拒绝缓解饥荒或以其他方式拒绝向其管轄领土内的人民提供资源。
由于政府和人民之间存在着权力的不平衡，人民有時會依靠恐怖主义和游击战等战术對抗政府，有時對抗政府的團體還會攻擊支持政府的平民。许多团体和个人认为，他们的政府永远不会回应他们的訴求，因此他们认为，为了实现他们的政治目标，暴力不仅是合理的，而且是必要的。同样，世界上许多政府认为，他们需要使用暴力来恐吓其民众，使其默认自己的統治。在其他时候，政府使用武力是为了保护自己的国家不受外来入侵或其他武力威胁，或者是使用武力來胁迫其他國家甚至侵略。